# Óratorony (Izmir)
Az izmiri óratorony (Izmir Saat Kulesi) a Konak téren, a kompkikötő közelében áll.

## Története
Az óratornyot 1901-ben állították Izmirben, II. Abdul-Hamid oszmán szultán trónralépésének 25. évfordulóján. A torony II. Vilmos német császár ajándéka volt.
Az építmény 25 méter magas, nyolcszögletű. Alapja fehér márvány, a kőből épített torony négyemeletes, külső falait faragott rombuszok díszítik. Négy órája van, amelyek átmérője 75 centiméter. Az építmény megsérült az 1974-es, a Richter-skála szerinti 5,2 földrengésben megsérült, az órák 2 óra 4 percet mutatva álltak le. A tornyot felújították, az órák azóta ismét járnak. Legutóbb 2019-ben restaurálták.